# Sierra Club
Sierra Club és una de les organitzacions ambientals més antigues, més gran i de major influència als Estats Units. Va ser fundada el 28 de maig de 1892, a San Francisco, Califòrnia, pel conservacionista John Muir, que en va ser el seu primer president.
Tradicionalment associat amb el moviment progressista, el club va ser una de les primeres organitzacions de conservació del medi ambient a gran escala en el món, i promoure polítiques verdes. Algunes propostes recents del club inclouen l'energia verda i la prevenció del canvi climàtic, encara que la preservació dels boscos i mitigar la contaminació segueixen sent algunes polítiques prioritàries.
Sierra Club és membre de la BlueGreen Alliance, una coalició de grups ambientalistes i sindicats. La BlueGreen Alliance es va formar el 2006 i va sorgir d'una col·laboració entre Sierra Club i el Sindicat Metal·lúrgic. El 2012, la Unió Internacional de Treballadors d'Amèrica del Nord va abandonar la coalició a causa de l'oposició de Sierra Club i altres grups ambientalistes a l'oleoducte de Keystone.
L'organització manté un segell editorial, Sierra Club Books, la publicació de llibres sobre temes ambientals, assajos fotogràfics desert, guies de la natura i altres temes relacionats. Recentment s'havia tancat, però Sierra Club Calendars continuarà publicant-se.